# 卢克瑟姆
卢克瑟姆是德国莱茵兰-普法尔茨州的一个市镇。总面积4.93平方公里，总人口299人，其中男性163人，女性136人（2011年12月31日），人口密度61人/平方公里。